# رينيه ديكارت
رينيه ديكارت (بالفرنسية: René Descartes) (31 مارس 1596 – 11 فبراير 1650)، فيلسوف، وعالم رياضياتي وفيزيائي فرنسي، يلقب بـ«أبو الفلسفة الحديثة»، وكثير من الأطروحات الفلسفية الغربية التي جاءت بعده، هي انعكاسات لأطروحاته، والتي ما زالت تدرس حتى اليوم، خصوصًا كتاب (تأملات في الفلسفة الأولى-1641م) الذي ما زال يشكل النص القياسي لمعظم كليات الفلسفة.
كما أن لديكارت تأثير واضح في علم الرياضيات، فقد اخترع نظامًا رياضيًا سمي باسمه وهو (نظام الإحداثيات الديكارتية)، الذي شكل النواة الأولى لـ (الهندسة التحليلية)، فكان بذلك من الشخصيات الرئيسية في تاريخ الثورة العلمية.
وديكارت هو الشخصية الرئيسية لمذهب العقلانية في القرن 17 الميلادي، كما كان ضليعًا في علم الرياضيات، فضلًا عن الفلسفة، وأسهم إسهامًا كبيرًا في هذه العلوم، وديكارت هو صاحب المقولة الشهيرة التي تدعى الكوجيتو: «أنا أفكر، إذًا أنا موجود»

## حياته
ولد ديكارت 31 مارس عام 1596 م في مدينة لاهي آن تورن الفرنسية، لكن أسرته كانت ترجع في أصلها إلى هولندا. ينتمي ديكارت إلى أسرة من صغار النبلاء، حيث عمل أبوه مستشارًا في برلمان إقليم بريتانيا الفرنسي. وكان جده لأبيه طبيبًا، وجده لأمه حاكمًا لإقليم بواتيه. وفي عام 1604 التحق ديكارت بمدرسة لافلشي La Fliche، وهي تنتمي إلى طائفة دينية تسمى باليسوعية، وقد تلقى ديكارت فيها تعليمًا فلسفيًا راقيًا يعد من أرقى الأنواع في أوروبا وبدأ فيها ديكارت في تعلم الأدب، والمنطق، والأخلاق ثم الفلسفة وأخيرًا الرياضيات والفيزياء. ونال إجازة الحقوق من جامعة بواتيه حيث تخرج ديكارت من الكلية عام 1612 حاملًا شهادة الليسانس في القانون الديني والمدني عام 1616.
وعلى عادة النبلاء في ذلك العصر، نصحه أبوه بالالتحاق بالجيش الهولندي، إذ كان هذا الجيش أفضل جيوش أوروبا نظامًا وخبرة، وكان يشكل مدرسة حربية لكل من أراد أن يتعلم فن الحرب. وبالفعل رحل ديكارت إلى هولندا عام 1618 وتعرف هناك على طبيب هولندي يدعى اسحق بيكمان، وكان متبحرًا في العلوم، وشجعه على دراسة الفيزياء والرياضيات وعلى الربط بينهما، وكانا يمارسان معًا طريقة جديدة في البحث تطبق الرياضيات على الميتافيزيقا، وترد الميتافيزيقا إلى الرياضيات، وقد كان لهذه الطريقة أبلغ الأثر في تطور ديكارت الفكري وفي تشكيل فلسفته، إذ أن منهجه ومذهبه الفلسفي لن يختلف كثيرًا عن طريقة البحث هذه.
تطوع للخدمة في الجيش الهولندي عام1618 م، وخاض معه عدة معارك، وفي عام 1622م عاد ديكارت إلى فرنسا وصفى جميع أملاكه ليستثمر الأموال في تجارة السندات المالية وقد أمنت له دخلا مريحا لبقية حياته. وفي الفترة بين 1628 م و1649 م عاش ديكارت حياة علمية هادئة في هولندا، وألف فيها معظم مؤلفاته، والتي أحدثت ثورة في مجالي الرياضيات والفلسفة.
غادر ديكارت هولندا عام 1619 وذهب إلى ألمانيا، وهناك اكتشف الهندسة التحليلية التي اشتهر بها ووضع يده على قواعد منهجه الفلسفي. وفي عام 1620 بدأ في السفر متنقلًا بين العديد من المدن الأوروبية لمدة تسع سنين، وفيها باع أملاكه التي ورثها عن أمه، وعرض عليه أبوه أن يشتري له وظيفة حاكم عسكري فرفض ديكارت وآثر أن يعيش حياة العزلة. وفي عام 1628 غادر فرنسا إلى هولندا حيث قضى فيها فترة كبيرة من حياته. والذي جعله يفضل هولندا أنها كانت آنذاك من أقوى وأغنى الدول الأوروبية وأكثرها ازدهارًا في العلوم والفنون. وفي عام 1629 بدأ ديكارت في كتابة رسالته «العالم Le Monde» وفيها يبحث في الطبيعة على أساس النتائج التي توصل إليها كوبرنيكوس وكبلر وجاليليو في النظام الشمسى ودوران الأرض حول الشمس. لكن حدث أن أدانت محكمة التفتيش والكنيسة الكاثوليكية في روما العالم الإيطالي جاليليو عام 1633، خوفًا من أن تؤدي آراء جاليليو الجديدة إلى سقوط الاعتقاد القديم بأن الأرض ثابتة في الكون والنجوم والكواكب تدور حولها وعندئذ خشى ديكارت أن يكون مصيره نفس مصير جاليليو، فلم يكمل الرسالة وكاد أن يحرق أوراقها وعزم على ألا يكتب أي شيء على الإطلاق، مما أدى إلى توقف ديكارت عن نشر بعض أفكاره، وفي عام 1643 م أدانت جامعة أوتريخت الهولندية الفلسفة الديكارتية. في هولندا تتلمذ في علوم الرياضيات على يد الأستاذ ياكب يوليوس في جامعة لايدن
لكن سرعان ما أدرك ديكارت أنه لا يمكن أن يتوقف عن الكتابة نهائيًا وهو الفيلسوف الذي بدأ صيته ينتشر وعندما أحس أن الناس يتشوقون لمعرفة فلسفته عكف على الكتابة مرة أخرى، وأخرج ثلاث رسائل تدور كلها حول الموضوعات الرياضية والطبيعية وهي عن انكسار الأشعة والأنواء الجوية والهندسة، وقدم لها بمقال صغير وهو «مقال عن المنهج» عام 1636 وبلغ حد خوف ديكارت أن طبع الكتاب دون أن يكتب اسمه على الغلاف. وقرر ديكارت أن يضع مذهبًا للفلسفة ويطبقه على الميتافيزيقا فأخرج عام 1641 كتاب «التأملات في الفلسفة الأولى» الذي أهداه إلى الأميرة إليزابيث البلاتينية التي راسلها كثيرًا وأخذ يشرح لها فلسفته ويناقشها في أمور الأخلاق والسياسة. وعندما ذاعت شهرته وضع له ملك فرنسا راتبًا سنويًا يقدر بثلاثة آلاف جنيه عام 1647 لكنه لم يتلق منه شيئًا إذ آثر حياة العزلة. وفي عام 1648 تعرف على ملكة السويد كريستينا التي ناقشته طويلًا في فلسفته عبر سلسلة من الرسائل، وأصرت على دعوته للسويد ليكون عونًا لها في إدارة الحكم وشئون البلاد كمستشار، وعندما قبل الدعوة سافر إلى استوكهلم عاصمة السويد في أواخر عام 1649. وكانت الملكة تتردد عليه طويلًا لمناقشته في فلسفته، لكن الطقس البارد للسويد لم يكن مناسبًا لصحته، فأصيب بالتهاب رئوي، فرفض نصائح الأطباء وآثر أن يعالج نفسه بنفسه، وعندما اشتد عليه المرض توفى في 11 فبراير عام 1650.

## أهم أفكاره

### نظرية المعرفة
شك ديكارت في المعرفة الحسية سواء منها الظاهرة أو الباطنة، وكذلك في المعرفة المتأتية من عالم اليقظة، كما شك في قدرة العقل الرياضي على الوصول إلى المعرفة، وشك في وجوده، ووجود العالم الحسي، إلى أن أصبح شكه دليلا عنده على الوجود، فقال «كلما شككت ازددت تفكيرا فازددت يقينا بوجودي».

### المنهج الديكارتي
هو المنهج الجديد في الفلسفة، وبسببه سمي ديكارت بـ«أبو الفلسفة الحديثة». إن من درس فلسفة ديكارت يندهش عندما يعلم أن تخصص ديكارت الأساسي لم يكن الفلسفة بل الرياضيات والجبر والبصريات. فالمطلع على مجمل أعماله يلاحظ أنها تشكل عدة مجلدات تعد ست مجلدات من القطع الكبير في بعض الطبعات، تنصب أساسًا على الموضوعات الرياضية والهندسية ولا تحتل أعماله الفلسفية التي اشتهر بها سوى جزء ضئيل لا يكاد يصل إلى نصف مجلد. لقد كان ديكارت رياضيًا في الأساس، ولم يكن فيلسوفًا إلا في أوقات فراغه من دراساته الرياضية. لكن هذا الجزء الفلسفي الصغير نسبيًا من مؤلفاته هو السبب في شهرته كفيلسوف وهو الذي صنع منه مؤسس الفلسفة الحديثة. ومعنى هذا أن الجزء الفلسفي من أعماله يعد ملحقًا على أعماله الرياضية الأساسية، أو هامش فلسفي على متن رياضي هندسي. ويرجع السبب في ذلك إلى أن ديكارت الذي شهد درجة النجاح المذهل الذي حققته الرياضيات في عصره من دقة المنهج ويقين النتائج التام أراد للفلسفة أن تصل إلى نفس الدقة المنهجية واليقين المطلق الذي وصلته الرياضيات في عصره وعلى يديه هو شخصيًا. ويتمثل تأثر ديكارت بالمنهج الرياضي في فلسفته في سعيه نحو الوصول إلى نقطة أولى يقينية واضحة بذاتها يؤسس عليها فلسفته كلها، وهي وجود الأنا أفكر. فهذا الأنا أفكر كان بالنسبة له المبدأ الأول الشبيه بمبادئ الرياضيات التي تؤسس لكل المبرهنات الرياضية التالية عليها. كما يسير ديكارت بالطريقة الاستنباطية السائدة في الرياضيات في مذهبه الفلسفي حيث يستنبط وجود الإله والعالم وخلود النفس من وجود الأنا أفكر.
ويقوم المنهج الديكارتي على أساسين، هما:
1. البداهة: أي التصور الذي يتولد في نفس سليمة منتبهة عن مجرد الأنوار العقلية.
2. الاستنباط: أي العملية العقلية التي تنقلنا من الفكرة البديهية إلى نتيجة أخرى تصدر عنها بالضرورة.

والحقيقة أن محاولة الوصول إلى اليقين في الموضوعات العلمية والفيزيائية سهل يسير باتباع الطريقة الرياضية، لكنه ليس كذلك بالنسبة للموضوعات الميتافيزيقية. فلا يمكن التعامل مباشرة مع موضوعات مثل وجود الإله وخلود النفس بالطريقة الرياضية. وقد كان ديكارت صادقًا في ذلك مع نفسه، إذ أنه لم يبدأ دراسة هذه الموضوعات مباشرة، بل وضعها كلها موضع الشك وتوقف عن الحكم عليها منذ البداية. يقول ديكارت في التأمل الأول: «وإذا لم يكن في مقدوري الوصول إلى معرفة أي حقيقة، فليكن أن أفعل ما هو في مقدوري على الأقل، أي التوقف عن كل حكم، وأتجنب أن أعطي أي مصداقية لأي شيء باطل».
وعندما فكر ديكارت في وضع منهج في الفلسفة أقامه على أساس أسلوب التفكير الرياضي والهندسي. وهذا هو المعنى الحقيقي لقواعد المنهج الأربعة التي وضعها في كتابه «مقال عن المنهج». تنص القاعدة الأولى على «ألا أقبل شيئًا على أنه حق ما لم أعرف يقينًا أنه كذلك، بمعنى أن أتجنب بعناية التهور، والسبق إلى الحكم قبل النظر، وألا أدخل في أحكامي إلا ما يتمثل أمام عقلي في جلاء وتميز، بحيث لا يكون لدي أي مجال لوضعه موضع الشك». وتسمى هذ القاعدة بقاعدة اليقين، لأنها تدخل إلى يقين بديهي بسيط لا يتطرق إليه شك. ويتضح ارتباط هذه القاعدة بالهندسة الرياضية من الأمثال التي يضربها ديكارت عليها، فاليقين عنده هو القول بأن المثلث هو الشكل المكون من ثلاث أضلاع، وأن المساويان لشيء ثالث متساويان. ولا يهدف ديكارت من هذه القاعدة تأسيس الرياضيات أو الهندسة على أسس يقينية، ذلك لأنهما مؤسسان على اليقين بالفعل، بل يهدف استعارة هذا اليقين الرياضي والهندسي لتطبيقه على موضوعات الفلسفة. وعندما نطبق هذه القاعدة على الفلسفة تبدأ باعتبارها شكًا منهجيًا، ذلك لأنها تنص على «ألا أقبل شيئًا على أنه حق ما لم أكن على يقين أنه كذلك»، فنص القاعدة يبدأ بالسلب، أي بألا يقبل شيئًا، وهذا هو الشك الذي هو الخطوة الأولى في المنهج الفلسفي عند ديكارت. ومعنى هذا أن قواعد المنهج عامة وكلية، وعندما تتم مناسبتها كموضوعات الفلسفة لوضع منهج خاص بالفلسفة تنقسم القاعدة الأولى إلى خطوتين، الخطوة الأولى هي الشك في كل شيء شكًا منهجيًا للوصول منها إلى يقين أول. فبعد أن يشك ديكارت في وجود العالم، ينطلق من هذا الشك نفسه ليتوصل إلى أول يقين وهو أن الشك يتضمن التفكير، والشخص الذي يفكر يجب أن يكون موجودًا: أنا أشك إذن أنا أفكر إذن أنا موجود.
وتنص القاعدة الثانية على «أن أقسم كل واحدة من المعضلات التي سأختبرها إلى أجزاء على قدر المستطاع، على قدر ما تدعو الحاجة إلى حلها على ذلك»، وتسمى هذه القاعدة بقاعدة التحليل. وتقول القاعدة الثالثة: «أن أُسِّير أفكاري بنظام، بادئًا بأبسط الأمور وأسهلها معرفة، كي أتدرج قليلًا قليلًا حتى أصل إلى معرف أكثرا ترتيبًا، بل وأن أفرض ترتيبًا بين الأمور التي لا يسبق بعضها الآخر بالطبع». وتسمى هذه القاعدة الثالثة بقاعدة التركيب. أما القاعدة الرابعة والأخيرة فهي تنص على «أن أجري في كل الأحوال الإحصاءات والمراجعات الشاملة ما يجعلني على ثقة من أنني لم أغفل شيئًا»، وتسمى هذه القاعدة بالاستقراء التام.
وبذلك فإن قواعد المنهج الأربعة، من يقين وتحليل وتركيب ومراجعة واستقراء، هي نفسها طريقة التفكير المتبعة في الرياضيات والهندسة. ويحاول ديكارت تطبيقها على موضوعات الفلسفة، لأنه أراد الوصول في الفلسفة إلى نفس درجة الوضوح واليقين الذي وصلت إليه الرياضيات والهندسة.
إن ديكارت لا يطبق المنهج الرياضي نفسه على الفلسفة بل يطبق طريقة التفكير في الرياضيات، فإذا كان يستعير المنهج الرياضي فهو لاتبع طريقة البدء بالبديهيات والمسلمات والفرضيات ولانطلق منها إلى مبرهنات ثم قضايا تلزم عنها ضرورةً، ولو كان قد فعل ذلك لرأينا مؤلفاته الفلسفية تأخذ شكل الاستنباط والبرهان الرياضي. لكن لا تظهر طريقة الاستنباط الرياضي في فلسفة ديكارت، وكل ما يستعيره من الرياضيات هو طريقة التفكير المتبعة فيها وحسب. والملاحظ أن طريقة البرهان الرياضي الهندسي والتي لم يتبعها ديكارت قد اتبعها من بعده سبينوزا بحذافيرها. وبذلك يكون سبينوزا قد سار خطوة أبعد من ديكارت، ذلك لأن ديكارت اتبع مجرد طريقة التفكير في الرياضيات والتي تتمثل في القواعد الأربعة: اليقين أو الوضوح، والتحليل والتركيب والاستقراء التام، وما رفضه ديكارت وهو تطبيق المنهج الهندسي من تعريفات ومصادرات ثم مبرهنات وقضايا مستنبطة منها قد تبناه سبينوزا نجد بحذافيره. وهكذا يكون سبينوزا أكثر جرأة وثورية من ديكارت الذي وقف عند حدود التفكير الرياضي فقط ولم يصل إلى درجة تطبيق المنهج الرياضي الهندسي نفسه في الفلسفة.

### الثنائيةالديكارتية
يفرق ديكارت بين النفس والجسد، ويرى أنهما جوهران مختلفان تماما، ويقول:«إنني لست مقيما في جسدي كما يقيم الملاح في سفينته، ولكنني متصل به اتصالا وثيقا، ومختلط به بحيث أؤلف معه وحدة منفردة، ولو لم يكن الأمر كذلك، لما شعرت بألم إذا أصيب جسدي بجرح، ولكني أدرك ذلك بالعقل وحده، كما يدرك الملاح بنظرة أي عطل في السفينة».

### الإله
يعتقد ديكارت أن الإله يشبه العقل من حيث أن الإله والعقل يفكران ولكن ليس لهما وجود مادي أو جسمي، إلا أن الإله يختلف عن العقل بأنه غير محدود، وأنه لا يعتمد في وجوده على خالق آخر، ويقول:«إنني أدرك بجلاء ووضوح وجود إله قدير وخير لدرجة لا حدود لها».

### الأخلاق
جعل ديكارت علم الأخلاق رأس الحكمة، وتاج العلوم، وأنه لابد من الاطلاع على كل العلوم قبل الخوض في علم الأخلاق، وقال:«مثل الفلسفة كمثل شجرة جذورها الميتافيزيقيا، وجذعها العلم الطبيعي، وأغصانها بقية العلوم، وهذه ترجع إلى ثلاثة علوم كبرى، هي: الطب، والميكانيكا، والأخلاق العليا الكاملة، وهذه الأخيرة تتطلب معرفة تامة بالعلوم الأخرى، وهي أعلى مراتب الحكمة».
ومن العجيب أن مذهب الشك الديكارتي لم يصل بديكارت إلى الإلحاد بل لقد كان مؤمن بوجود الإله ولكنه أوصل الكثيرين إلى الإلحاد.
من الجدير بالذكر أن بعض الباحثين الإسلاميين المعاصرين، ومنهم محمود حمدي زقزوق في كتابه «المنهج الفلسفي بين الغزالي وديكارت»، والدكتور نجيب محمد البهبيتي في كتابه «المدخل إلى دراسة التاريخ والأدب العربيين»، قد تمكنوا من إثبات أن ديكارت قد أخذ من أفكار أبي حامد الغزالي وخاصة من كتابه المنقذ من الضلال. ولا يقتصر ذلك على تأويل التشابه الواضح مع أفكار الغزالي الذي سبق زمن ديكارت بما يقارب الخمس قرون، بل يقول الباحث التونسي الراحل عثمان الكعاك أنه عثر على نسخة من كتاب المنقذ من الضلال للإمام الغزالي، مترجمة إلى اللاتينية، في مكتبة ديكارت الخاصة بمتحفه في باريس، وفي إحدى صفحاتها إشارة بالأحمر تحت عبارة الغزالي الشهيرة «الشك أولى مراتب اليقين»، وعليها حاشية بخط يد ديكارت بعبارة «تُنقل إلى منهجنا». ذلك رغم أن ديكارت لم يُشر إلى الغزالي في أي من مؤلفاته.

### الميتافيزيقيا

#### 1-نظرة عامة على كتاب «التأملات في الفلسفة الأولى»
ينقسم كتاب «التأملات في الفلسفة الأولى» إلى ستة تأملات. في التأمل الأول يطبق ديكارت نظرته المنهجية الأولى وهي الشك، ويتناول فيه الأشياء التي يجب أن توضع موضع الشك، ومبرراته لهذا الشك، ويصل إلى الشك في كل شيء. وفي التأمل الثاني يصل إلى أول يقين واضح بذاته يقدم نفسه بعد خطوة الشك وهو وجود الفكر أو العقل الإنساني، ويميزه عن الجسد ويذهب إلى أن معرفته أيسر وأوضح من معرفة الجسد. وبعد أن يثبت ديكارت وجود الفكر ينتقل في التأمل الثالث إلى إثبات وجود الإله. ويقدم ثلاثة براهين على وجوده. وفي التأمل الرابع يميز بين الصدق والكذب أو الوضوح وعدم الوضوح، وفيه يشرح بمزيد من التفصيل بعض موضوعات التأمل الأول والثاني حول العلاقة بين النفس والجسد وحول الإله. وفي التأمل الخامس يتناول ماهية الأشياء المادية، ويقر بأن ماهيتها الامتداد، وأن ماهية الإله الروح والفكر، وتظهر في هذا التأمل ثنائية ديكارت الشهيرة بين الفكر والامتداد وأنهما جوهرين متمايزين. وفي التأمل السادس يتناول وجود الأشياء المادية ويثبت أنها زائلة، ويميز بين النفس والجسد، ويثبت أن الجسد فاني والنفس خالدة. والحقيقة أن هذه التأملات الستة متداخلة، فالشك المنهجي الذي يتناوله في التأمل الأول يعاود الظهور في كل تأمل تالي، إذ يستخدمه في التمييز بين النفس والجسد والجوهر الفكري والجوهر الممتد، على أساس شكه في كمال الجسد وفي الوجود الحقيقي للأشياء الممتدة. وإثبات وجود الله الذي يظهر في التأمل الثالث يعاود الظهور في التأمل الخامس عندما يشرح ويفسر طبيعة الإله الروحية والفكرية. وثنائياته الشهيرة بين الفكر والامتداد والنفس والجسد تتكرر عبر كل التأملات. ومن ثم نستطيع تناول فلسفة ديكارت في كتاب التأملات بإقامة ترتيب وتنسيق بين كل هذه الموضوعات الجذرية على التأملات الستة، فنبدأ بالخطوة الأولى وهي الشك المنهجي، ثم نتناول تمييزه بين النفس والجسد والفكر والامتداد موضحين بذلك اليقين الأول وهو إثبات وجود الذات المفكرة ثم نتناول كل ما قاله عن الإله وإثبات وجوده وطبيعته.

##### الشك المنهجي
هذا الشك منهجي لأن ديكارت لا يستخدمه إلا كوسيلة للوصول إلى يقين أول واضح بذاته، ولا يأخذ الشك موقفًا نهائيا له. يقول ديكارت: «يجب النظر إلى كل ما يمكن أن يوضع موضع الشك على أنه زائف». ولا يقصد ديكارت بذلك الحكم بزيف كل شيء، أو بزيف كل ما يوضع محل الشك، بل يقصد أنه لن يقبل بأي شيء على أنه حقيقي ما لم يُخضع لامتحان الشك، الذي يستطيع به الوصول إلى شيء يقيني عن طريق برهان عقلي. وهو يذهب إلى أننا سوف نتمكن من التأكد من صحة ويقين أشياء كثيرة ومنها العلوم بعد أن نمارس خطوة الشك، وليس ذلك إلا لأننا تمكنا من تأسيسها على أسس من اليقين والوضوح العقلي. ولذلك فهو عندما يضع موضع الشك كل العلوم بما فيها الرياضية والهندسية فليس ذلك إلا بغرض تأسيسها على أسس يقينية واضحة. والحقيقة أنه يقوم بذلك بالفعل ابتداء من التأمل الرابع، حيث يثبت يقين العلم الطبيعي من منطلق أنه في العقل فكرة واضحة ومتمايزة ويقينية عن الامتداد الذي هو جوهر العالم الطبيعي.
لكن يضع ديكارت أشياءً أخرى كثيرة محل الشك وتسقط في هذا الاختبار وبالتالي يستبعدها تمامًا لأنها لم تصل إلى درجة اليقين والوضوح والتمايز الذي يبتغيه. ومن هذه الأشياء كل ما تعلمناه سواء من الحواس أو من خلالها، أي أنه يرفض كل ما تأتى به الحواس من إدراكات ويرفض الإدراك الحسي نفسه كأداة معرفية وهذا يتضمن كل شيء نعرفه عن العالم الخارجي وكذلك عن أنفسنا باعتبارنا أجسادًا. وهو يرفض شهادة الحواس لأنها دائمًا ما تخطئ، ودائمًا ما تكون الحواس عرضة للأوهام أو الاعتقادات الخاطئة، ويذهب ديكارت في ذلك إلى أنه «من الحكمة ألا نثق في الذي خدعنا ولو لمرة واحدة». فإذا ثبت أن الحواس لم تكن محل ثقة في أحيان فكيف لنا أن نثق بها في كل الأحيان؟ وهناك سبب آخر يقدمه ديكارت لعدم الثقة في الحواس، وهو أنه لو لم نكتشف أننا ننخدع بالحواس ونسلم بهذا فما أدرانا أننا لا نحلم؟ ذلك لأن المرء في الحلم يشاهد أشياء كأنه يراها على الحقيقة في حين أنها ليست كذلك، وبالتالي فمن الممكن أن يكون كل ما نراه ونحس به حلم كبير والحالم غالبًا ما لا يعلم أنه يحلم وبالتالي فمن الممكن أن نكون في حلم ونحن لا نعلم ذلك.
ثم يأتي ديكارت بعد ذلك إلى تناول حقائق الحساب والهندسة ويذهب إلى أننا يجب أن ننحيها جانبًا على الرغم مما هو فيها من وضوح وتمايز، حتى أنه الحقيقة القائلة أن اثنين زائد ثلاثة تساوي خمسة وأن المربع هو ما له أربع أضلاع ليست محمية من الشك، فمن الممكن أن يكون هناك شيطان ماكر هو الذي أوحى لي بهذه الأشياء وأوهمني أنها حقائق وهي ليست كذلك، وينتهي ديكارت إلى القول بأنه «ليس هناك أي شيء كنت أعتقده في السابق أنه حقيقي لا يمكن أن أضعه موضع الشك، وذلك بناء على أسباب قوية ومعتبرة». والحقيقة أن ديكارت الذي شك في حقائق الحساب والهندسة في التأمل الأول على أساس افتراض الشيطان الماكر لن يعود إلى إثباتهما إلا في التأمل الرابع عندما يثبت أن الإله الرحيم العادل لن يتركه يخضع لسلطة هذا الشيطان ولن يجعله ينخدع ويثق في أشياء باطلة وذلك بعد أن يثبت وجود الإله في التأمل الثالث.

##### اليقين الأول - إثبات وجود الذات
هذا هو موضوع التأمل الثاني، وفيه يبدأ ديكارت من النقطة التي انتهى عندها في التأمل الأول، قائلًا: «سأستمر بتنحية كل ما فيه قليل من الشك.. حتى أصل إلى شيء يقيني». يذهب ديكارت إلى أنه حتى ولو كان افتراض وجود شيطان ماكر صحيحًا، وحتى لو كان هذا الشيطان الماكر يخدعه بأن يصور له وجود عالم لا وجود له، فإن هذا الشيطان الماكر لا يمكن أن يخدعه في وجوده ذاته، فلا يمكن أن يصور له أنه موجود في حين أنه ليس موجودًا. وبذلك يتوصل ديكارت إلى أول يقين وهو وجود الذات، ويقول أنه يشعر بوجوده وبهويته، وبالتالي فهو موجود.ويستخدم ديكارت حجة شبيهة في «مبادئ الفلسفة» إذ يقول: «لا يمكننا الشك في وجودنا أثناء عملية الشك»، ذلك لأن الكائن الذي يشك يجب أن يكون موجودًا في البداية، «ذلك لأن من التناقض الاعتقاد في أن الذي يفكر لا يوجد أثناء التفكير». فالتفكير في حد ذاته دليل على وجود الذات التي تفكر، «هذا الاستنتاج القائل (أنا أفكر، إذن أنا موجود Cogito, erg osum) هو أول شيء يقيني على الإطلاق».
والحقيقة أن ديكارت ينطلق إلى تأكيد هذه النتيجة على أساس العلاقة التقليدية بين الجوهر والأحوال، أو الموضوع والمحمول، فحسب هذه العلاقة التقليدية لا يمكن أن تكون هناك أحوال دون جوهر تحمل عليه، ولا يمكن أن يكون هناك محمول، بالمعنى المنطقي بدون موضوع، ولا يمكن أن يكون هناك فعل دون قائم بهذا الفعل. والتفكير فعل يجب أن يكون له فاعل أو محل يحدث فيه أو شيء يقوم به وهو الذات المفكرة. وهكذا نرى أن الثورة الفلسفية التي أتى بها ديكارت تكمن خلفها بعض الاتجاهات التقليدية القديمة في الفلسفة. هذا بالإضافة إلى أن الانطلاق من الفكر إلى الوجود، أي من واقعة حضور شيء ما في الفكر إلى القطع بوجوده الواقعي، مثلما سيفعل ديكارت مع فكرة الإله الكامل، هو أيضًا اعتقاد فلسفي تقليدي موغل في القدم يصل إلى فلاسفة ما قبل سقراط وعلى رأسهم بارمنيدس.
ويتساءل ديكارت بعد ذلك عن طبيعة وجود هذه الذات التي اكتشف وجودها اليقيني والواضح، ويذهب إلى أنه يدرك نفسه باعتباره جسمًا، أي ممتلكًا لإحساسات معينة ورغبات ومشاعر. وعلى الرغم من أنه يمكن الشك في الأشياء الحسية، إذ يمكن أن تكون مجرد أوهام، إلا أنه لا يمكن الشك في أن المرء حاصل على وعي بالإحساسات، وهذا الوعي في حد ذاته موجود وحاضر ولا يمكن أن يكون وهمًا. ويتوصل ديكارت من ذلك إلى أن الوعي بالجسد نفسه يأتي من الفكر، ذلك لأن الإحساس والرغبة والمشاعر كلها عناصر فكرية يدركها المرء بفهمه وعقله، وينتهي ديكارت إلى القول بأن الذات توجد باعتبارها شيئًا مفكرًا،Richard Schacht: op. cit, PP. 8 – 12.
أي فكر خالص يعد هو نفسه أساس الوعي بالحالات الجسدية. لكن يقف ديكارت طويلًا على مفهوم آخر مرتبط بالجسد، وبكل الأشياء الجسمية، ويتساءل: هل أمتلك وعيًا بذاتي بفضل امتلاكي لجسد ممتد، أي ذي أبعاد تشغل حيزًا من الفراغ؟ ويجيب بالنفي، ذلك لأن إدراك الشيء الممتد، بما فيه الجسم الإنساني لا يعتمد على الحواس بل على الفكر. ويضرب مثالًا على ذلك بقطعة من الشمع. فهذه القطعة لها شكل معين ولون وملمس، وعندما تتعرض للحرارة تذوب ويتغير شكلها وملمسها ولونها، وليس معنى هذا أنها اختفت أو كفت عن الوجود بل يظل الفكر يعرف أنها باقية، وذلك من كونها لا تزال شيئًا ممتدًا. ومعنى هذا أنه لا الشكل أو اللون أو الملمس قادر على إبقاء هوية شيء ثابتة في الفكر، والامتداد وحده هو القادر على ذلك. هذا الامتداد ليس شيئًا تتلقاه الحواس مثل اللون والملمس والرائحة بل هو شيء يدرك بالفكر وحده. ومعنى هذا أن الفكر لا يدرك ماهية المادة من الإحساسات التي يتلقاها منها بل من فكرة الامتداد التي يدركها الفكر مباشرة على أنها ماهية كل ما هو جسمي بما فيه الجسم الإنساني.

##### التمييز بين الفكر والامتداد، وبين النفس والجسم
على أساس نظريته في الأفكار الواضحة والمتمايزة، يذهب ديكارت إلى أن ما يدركه العقل بوضوح وتمايز يتمتع بحقيقة وواقعًا موضوعيًا يفوق ما يدركه العقل غامضًا ومختلطًا. وعندما يبحث في أفكاره عن المادة والأجسام المادية يدرك أن أفكاره عنها ليست واضحة، ذلك لأن مصدر هذه الأفكار الحواس والإدراك الحسي وهي غالبًا ما تخطئ في المعرفة وتتعرض للزيف والأوهام. ونظرًا لأن ديكارت يشك في قدرة الإدراك الحسي على إمداده بمعرفة واضحة يقينية فهو أيضًا يشك في إمكان الحصول على أفكار واضحة عن موضوعات هذا الإدراك الحسي مثل المادة والجسد.
فموضوعات الإدراك الحسي دائمًا ما تكون مختلفة بطبيعتها، فهي دائمة التغير والتحول، مثل مثال قطعة الشمع الذي يستخدمه. وينتهي ديكارت إلى القول بأن معرفة الفكر أيسر وأوضح من معرفة المادة، ومعرفة النفس أيسر وأوضح من معرفة الجسد، ذلك لأنه من اليسير على الإنسان ملاحظة ما يدور في عقله من عمليات فكرية، فالفكر هو النشاط الأساسي للإنسان، وما الجسد سوى ملحق بالعقل والفكر، كما أن الجسد نفسه يعرف بوضوح ويقين عن طريق الفكر ذاته، أما إذا استعملنا الجسد لمعرفة الجسد فسوف نخطئ ونقع في الأوهام، مثل استخدامنا للإدراك الحسي لمعرفة أجسادنا. كل ما نعرفه عن الجسد هو آثاره العقلية، أي ما يثار في العقل من إحساسات وانفعالات. وبالتالي فالعقل هو الذي يعرف الجسد، ومن هنا فإنه له الأولوية على الجسد.
ويؤسس ديكارت تمييزه بين النفس والجسد على أساس نظريته القائلة أن ما يدركه العقل متمايزًا أو منفصلًا عن الآخر يوجد على الحقيقة متمايزًا ومنفصلًا. وهو يستطيع أن يفكر في النفس في استقلال عن الجسد، وبالتالي فهما في الحقيقة منفصلان. كما يذهب ديكارت إلى أن في الوجود جوهرين منفصلين ومتمايزين هما الفكر والامتداد، والفكر هو جوهر النفس، والامتداد جوهر الجسد، وعلى هذا الأساس يكونا منفصلين نظرًا لانفصال وتمايز جوهري الفكر والامتداد. لكن الإنسان في النهاية يمثل اتحادًا بين النفس والجسد، وفي نفس الوقت فهذا الاتحاد تظهر فيه النفس والجسد متمايزان ومنفصلان، والدليل على ذلك ما يدركه الإنسان بوضوح عن انفصالهما. ولا يميل ديكارت إلى الرأي القائل أن الاتحاد بين النفس والجسد يصنع موجودًا جديدًا هو الإنسان نفسه، بل يصر على أن هذا الاتحاد ما هو إلا تلازم جوهرين من طبيعتين مختلفتين تمامًا. ويثبت ديكارت رأيه هذا على أساس معادلة حسابية بسيطة وهي 1 + 1 = 2 فالنفس زائدة الجسد يساويان اثنين نفسًا وجسدًا. ولا يصرح ديكارت بهذه المعادلة الحسابية بل هي متضمنة في تحليلاته. كان يمكن لديكارت أن يلجأ إلى معادلة حسابية أخرى وهي 1 × 1 = 1، بمعنى أنه كان يمكنه النظر إلى اتحاد النفس والجسد على أنهما عملية ضرب لا عملية إضافة. لو قام ديكارت بهذه المعادلة لأدرك أن اتحاد النفس بالجسد سوف يصنع موجودًا مختلفًا عنهما، لا هو بنفس فقط ولا هو بجسد فقط، بل هو كائن جديد ليس في العالم مثله وهو الكائن الإنساني، وكان يمكنه أيضًا أن ينظر إلى اتحاد النفس والجسد على أنه شبيه بامتزاج العناصر الكيميائية لصنع عنصر جديد لكنه لم يستطع أن يجري تلك المعادلة أو هذا التشبيه لأنه يعتقد منذ البداية بتمايز واختلاف الفكر والامتداد وأنهما لا يمكن أن يمتزجا لصنع وجود جديد هو الوجود الإنساني. ومن أجل ذلك اعتقد ديكارت أن اتحاد هذين الجوهرين المختلفين أشد ا لاختلاف في الكائن الإنساني ليس إلا فعلًا للإرادة الإلهية ونتيجة لقرار إلهي بأن يوجد الإنسان الذي هو فكر ونفس في الأساس في جسد معين في هذا العالم.
وعلى عكس كثير من الفلاسفة المحدثين، فإن ديكارت لا ينتهي باختزال الجسم إلى العقل، أو العقل إلى الجسم، بل يؤكد على أن لدينا عقلًا وجسمًا في نفس الوقت، وأن الاثنين مختلفان عن بعضهما تمامًا، لكنهما في نفس الوقت في اتحاد تام. ويذهب ديكارت إلى أن هذا الاتحاد ليس تشاركًا بين متساويين، ذلك لأنه كما يصر على حقيقة الجسم ولا يختزله إلى العقل، فإنه كذلك يقطع بأن الجسم هو مجرد شيء امتلكه، في حين أن العقل أو النفس هو شيء أكونه، أي هو ما يشكل هويته الحقيقية، بمعنى أنني عقل أو نفس في الأساس وبالدرجة الأولى، ولهذا العقل أو لهذه النفس جسد تمتلكه. والحقيقة أن ديكارت يقع في تناقض خطير في نظريته حول ثنائية العقل والجسد، فحسب منطق تفكيره الذي يعتمد على النظرية التقليدية في العلاقة بين الجوهر والأحوال، والموضوع والمحمول، والتي يقول بحسبها أن التفكير نشاط أو فعل في حاجة إلى فاعل أو جوهر يقوم به وهو النفس، فإن رأيه هذا غير مبرر ومتناقض، ذلك لأنه من الممكن القول بأن التفكير فعل ذهني لفاعل أو حامل مادي هو الجسم، وأن العقل أو النفس ذاتها ما هي إلا صفة أو حال للجسم. كل ما فعله ديكارت أنه ألحق النشاط الفكري بجوهر مفكر هو النفس، في حين أنه كان من الممكن أن يلحقه بالجسم دون أي تناقض، فمن المفترض أن يكون الجوهر والقوام مادي ويكون الحال أو الفعل فكري أو روحي، والحقيقة أن سبينوزا سوف يفضل هذا الخيار، وهو إلحاق الفكر بالجسم وليس العكس كما ذهب ديكارت.
ويبني ديكارت افتراضه بأولوية النفس على الجسم على افتراض أن الشيء المفكر يجب أن يكون حائزًا على جوهر مفكر وهو العقل أو النفس، وأن الشيء الممتد يجب أن يرجع إلى جوهر مادي، فالفكر في حاجة إلى عقل كي يقوم به، والامتداد في حاجة إلى جسم مادي كي يقوم به، وهذه هي الثنائية الديكارتية الشهيرة في أعلى صورها. لم يكن ديكارت ليتصور إمكان وجود نشاط فكري في جوهر مادي أو وجود صفة الامتداد في جوهر روحي أو عقلي خالص، وقد كانت هذه الاعتقادات المسبقة هي الميدان الأفلاطوني الذي استمر متخفيًا في فلسفة ديكارت، ومن هنا لا تكون فلسفته ثورية تمامًا كما اعتقد الكثيرون بل تقليدية للغاية، حتى وإن كانت التصورات الفلسفية التقليدية غير واضحة في مذهبه للوهلة الأولى. وكدليل على أن في فلسفة ديكارت عناصر فلسفية تقليدية أن معظم الفلسفات الحديثة التالية له سوف تنقد هذه العناصر التقليدية وترفضها، وأهمها فلسفة سبينوزا التي سوف تنظر إلى الفكر الامتداد على أنهما صفتين لجوهر واحد، وإلى النفس والجسم على أنهما شيء واحد ولا يمكن تصور أحدهما بدون الآخر، وجون لوك الذي سوف يرفض أولوية الفكر على الامتداد وينقد نظرية ديكارت في الأفكار الفطرية، وديفيد هيوم وإمانويل كانط اللذان سوف يرفضان استنتاج الوجود من الفكر وحده. لكن هذا الاستنتاج هو الذي تمسك به ديكارت في كل مؤلفاته وأصر عليه، وأقام عليه تمييزه بين الفكر والامتداد، والنفس والجسم، من منطلق أن ما يمكن التفكير فيه بمعزل عن الآخر هو في حقيقته متمايز ومختلف عن الآخر، والفكر يمكن التفكير فيه بمعزل عن الامتداد، ويمكن التفكير في النفس بمعزل عن الجسم، وبالتالي فهما متمايزان على الحقيقة، ويقول في ذلك «يكفي أن أكون قادرًا على إدراك شيء ما بمعزل عن الآخر كي أكون على يقين أن الواحد منهما مختلف عن الآخر». إن ديكارت بذلك يعتقد أنه إذا كان من الممكن التفكير في جوهرين منفصلين ومتمايزين هما الفكر والامتداد، فإن هذا يكفي لاعتبارهما منفصلين في الواقع. هذا الأسلوب في التفكير الذي يتوصل إلى الوجود الحقيقي من خلال الفكر وحده هو ما ثارعليه لوك وهيوم وكانط. أيضًا معظم الفلاسفة المحدثين قد بنوا فلسفاتهم عن طريق معارضته ونقد أفكاره الأساسية لا عن طريق السير وراءها أو توسيعها أو تطويرها، ناهيك عن الفلاسفة المعاصرين الذين أعطوا الأولوية للجسم والامتداد على النفس والفكر. لقد انبنت الفلسفات الحديثة والمعاصرة على أساس اختلافها مع ديكارت لا اتفاقها معه، ومثلت ابتعادًا مستمرًا عنه لا اتباعًا له.
لقد كان استخلاص الوجود من الفكر، والاعتقاد في وجود جوهرين متمايزين هما الفكر والامتداد، وأن الذات الإنسانية توجد على أنها فكر وأن الجسم ما هو إلا زائد أو ملحقًا بالعقل، كل هذه الأشياء كانت مسلمات في فلسفة ديكارت ورثها من فلسفة العصور الوسطى دون وعي منه ودون أن يضعها موضع الفحص، ولم يشك فيها أبدًا أو يطبق عليها منهجه الشكي، ذلك لأنها كانت ضمنية أقامها واستخدمها في فلسفته دون وعي منه. إن ديكارت الذي بدأ تأمله الأول بالشك المنهجي وبرفض الاعتقادات والآراء السابقة لم يرفض في الحقيقة كل تلك المسلمات السائدة في فلسفات العصور الوسطى، إذ ظهرت لديه بقوة ووضوح.
لكن إذا كان ديكارت قد فصل بين النفس والجسم هذا الانفصال التام والنهائي فكيف نظر إلى إشكالية اتصالهما واتحادهما في الفرد الإنساني؟ إن هذا الفصل يجعل من تفسير اتصالهما في الإنسان مشكلة عويصة واجهت ديكارت وحاول أن يبحث لها عن حلول. وقد قدم ديكارت عددًا من الحلول لهذه المشكلة، مشكلة اتصال النفس بالجسم، وذهب إلى أن الجسم ما هو إلا آلة Machine تحركها النفس. فالجسم شيء مادي مثله مثل باقي الأشياء المادية الموجودة في العالم، وقوانينه الحاكمة له هي نفس القوانين الحاكمة لكل الأجسام المادية، لكنه في نفس الوقت جسم خاص لنفس معينة. هذه الآلة التي هي الجسم الإنساني لا تستطيع أن تعمل بدون النفس، وتتوقف عن العمل إذا فارقتها النفس. ويذهب ديكارت إلى أنه على الرغم من تمايز النفس والجسم، إلا أن الوجود الإنساني في العالم يتمثل في اتحاد النفس بالجسم، ذلك لأن الله أراد من الإنسان في هذا العالم أن يكون نفسًا وجسمًا في نفس الوقت. فليس في اتحاد النفس والجسم أي صدفة أو عرض، ذلك لأن هذه هي إرادة الله التي صنعت هذا الاتحاد. ولم يؤدي هذا الحل إلى حل إشكالية اتصال النفس بالجسم، ذلك لأن الثنائية التي وضعها ديكارت بينهما كانت قوية، وعادت مشكلة اتصالهما إلى الإلحاح عليه. فكيف يمكن للنفس التي هي فكر خالص أن تتحد في الجسم الذي هو مادي خالص؟ وكيف تحرك النفس الجسم وتحدث فيه أفعالًا وحالات، وكيف تؤدي الأحداث الجسمية إلى حدوث أفكار في العقل؟ وكل هذه المشكلات أتى ديكارت بافتراض لحلها وهو قوله بوجود شيء في الجسم يمثل اتحاد النفس بالجسم ويتصف بالصفة العقلية والصفة الجسمية في نفس الوقت، وهو الغدة الصنوبرية التي تقع وراء المخ. فعن طريق هذه الغدة يرسل العقل إشارات عصبية إلى الجسم كي يتحرك ويفعل، وعن طريقها أيضًا يستقبل العقل أحداث وإحساسات الجسم لنقلها إلى العقل. وعلى الرغم من هذا الحل الجديد الذي يبدو عليه البراعة والذكاء إلا أنه لم يحل إشكالية اتصال النفس بالجسم، ذلك لأن ديكارت كان قد وصف الجسم بأنه آلة، والآلة لا تحركها إلا آلة مثلها، والغدة الصنوبرية ليست آلة بل هي جزء من الجسم، وكأن ديكارت يقول بأن جزءًا من الجسم يحرك الجسم كله، ويظل دور النفس غائبًا، لأن هذه الغدة ليست جزءًا من النفس بل هي وظيفة من وظائف الجسم. وهكذا لم يستطع ديكارت حل إشكالية الاتصال وظلت ثنائية النفس والجسم لديه قائمة على الرغم مما يبدو عليه افتراض الغدة الصنوبرية من تجديد، وعلى الرغم من أن هذا الافتراض سوف يلقي أصداء لدى علم النفس التجريبي الحديث الذي سوف يحل نفس المشكلة بتبني الافتراض الديكارتي.

##### وجودالإلهوطبيعته
يعتقد ديكارت أن الله يشبه العقل من حيث أن الله والعقل يفكران ولكن ليس لهما وجود مادي أو جسمي، إلا أن الله يختلف عن العقل بأنه غير محدود، وأنه لا يعتمد في وجوده على خالق آخر، ويقول:«إنني أدرك بجلاء ووضوح وجود إله قدير وخير لدرجة لا حدود لها».
مبررات ديكارت لإثبات وجود الإله:
ينتقل ديكارت في التأمل الثالث إلى تناول وجود الإله وطبيعته، ويثبت وجوده بدليلين، وفي التأمل الخامس يستخدم دليلًا ثالثًا. وجدير بالذكر أن الذي جعل ديكارت ينتقل من إثبات وجود الذات المفكرة إلى البحث عن يقين آخر وهو الإله ويشرع في إثبات وجوده هو أنه استمر في ممارسة شكه، ذلك لأنه رأى أن مجرد إثبات وجود الذات لا يكفي كي يصل إلى يقين مطلق حول باقي أفكاره وحول العالم، حتى أنه لا يزال يشك في التأمل الثالث في الحقائق الحسابية والرياضية ويفترض أن هناك من يخدعه حولها وأن هذا المخادع هو الذي جعله يعتقد في صدقها في حين أنها ليست كذلك. ويتناول ديكارت يقينه الأول الذي وصل إليه وهو وجود الذات ويذهب إلى أن هذا الوجود لا يكفي في حد ذاته لإثبات حقائق العالم المختلفة، حتى أنه يفترض أن الذات تحصل على يقينها من خلال نور فطري في النفس الإنسانية لا يرجع إلى العالم الخارجي. لكنه يعود ليشك في هذا النور الفطري ذاته لأنه لا يذكر عنه سوى ما تلقاه من حقائق في العالم الخارجي، وبذلك يكون النور الفطري مجرد عامل مساعد يظل معتمدأً على ما تتلقاه الذات من العالم الخارجي. وهذا الاعتماد للنور الفطري على أشياء العالم لا يجعله عند ديكارت يقينًا مستقلًا بالذات، بل يمكن أن يكون هو نفسه عرضة للشك، لأن النور الفطري يقتصر دوره على ما تتلقاه الذات من العالم، وبذلك فهو ليس فاعلًا بل منفعلًا، ليس إيجابيًا بل سلبي. والنور الفطري ليس سوى تأكيد الذات على حقائق العالم بناء على وضوح وتميز أفكارنا عنه. هذا الوضوح والتمييز في حد ذاته عرضة للشك لأنه يمكن أن ينتهي في النهاية إلى مجرد خداع أو إلى شيطان ديكارت الذي لا يكف عن افتراض وجوده دائمًا في مؤلفاته. وفي مواجهة عدم كفاية اليقين الأول وهو وجود الذات، وبسبب أن هذه الذات يمكن أن تكون منخدعة، يشرع ديكارت في البحث عن أساس ثان لليقين يستطيع به تأسيس يقينه بحقائق العالم. وعندما يبحث في فكره عن أفكار يدركها في وضوح وتميز يجد أنه يستطيع التفكير في إله كامل. فبعد أن ينحي العالم كله ويستبعده من تفكيره هو والأفكار المتعلقة به وما يؤكده من نور فطري الذي هو في حد ذاته محل للشك، يتناول الفكرة الثانية التي تطغي على تفكيره بعد فكرة الذات المفكرة مباشرة وهي فكرة الإله. ويجعل ديكارت فكرة الإله هي الفكرة الوحيدة القادرة على تخليصه من شكه، لأنه بدون هذا الإله لن يستطيع أن يكون على يقين من أي شيء، ولن يستطيع أن يتخلص من فكرة الشيطان الماكر الذي يخدعه دائمًا، ويقول في ذلك: «يجب أن أبحث فيما إذا كان هناك إله بمجرد ما أن تأتي الفرصة لذلك، وإذا اكتشف أن هناك إله، يجب علىَّ أيضًا أن أبحث فيما إذا كان مخادعًا»، ذلك لأن الإله إذا كان مخادعًا فلن يكون هو الإله الحقيقي بل سيصبح الشيطان الماكر بعينه، «ذلك لأنه بدون معرفة بهاتين الحقيقتين، أي وجود الإله وأنه ليس مخادعًا، فلا يمكن أن أصبح على يقين من أي شيء»، عدا كونه وجودًا مفكرًا وحسب.
أدلة وجود الإله:
الملاحظ أن ديكارت يتوصل إلى وجود الذات المفكرة لا بأدلة وبراهين عقلية مثل التي يستخدمها في إثبات وجود الله، بل بالحدس والبصيرة. ذلك لأن السلسلة التي ينتقل فيها من الشك إلى اليقين بوجوده باعتباره كائنًا مفكرًا، والتي يقول فيها: «أنا أشك إذن أنا أفكر، إذن أنا موجود» ليست ببرهان عقلي بل هي في حقيقتها برهان حدسي، يقوم على البصيرة والنور الفطري. وعندما يأتي ديكارت لتناول فكرة الإله كفكرة في الذهن وحسب، وكي يوضح أنه ليس مجرد فكرة وأنه يتمتع بوجود حقيقي يشرع في تقديم أدلة عقلية وبراهين منطقية على وجوده. ومعنى هذا أن ديكارت يقدم أدلة وبراهين على ما توصل إليه عن طريق حدس باطني وبصيرة داخلية، ذلك لأنه يبحث في ذاته عن فكرة أخرى غير فكرة الذات المفكرة ويجد فكرة الإله، وهذا هو طريق الحدس، الذي يثبته بعد ذلك عقليًا في صورة أدلة. إن كثيرًا ممن يعرض لفلسفة ديكارت ينتقل مباشرة من إثباته لوجود الذات المفكرة إلى أدلته على وجود الإله، متناسيًا الكيفية التي ظهرت بها فكرة الإله لديه. فهو لم يتوصل إلى هذه الفكرة بأدلة عقلية بل بحدس باطني وبصيرة داخلية، وهذه هي النقطة التي لم يركز عليها أغلب من تناولوا فلسفته من مؤرخي الفلسفة. فكرة الإله ذاتها يعرفها ديكارت بحدس وبصيرة داخلية، أماوجوده فيعرفه أو يثبته بأدلة وبراهين عقلية. وكونه يعرف فكرة الإله بحدس باطني يجعل فلسفته مشابه لفلسفة القديس أوغسطين التي تعتمد على نفس الوسيلة وهي الحدس والبصيرة الداخلية لاكتشاف فكرة الإله داخل النفس. ومرة أخرى نرى كيف أن فلسفة ديكارت ليست جديدة تمامًا بل تنطوي على عناصر تقليدية سبق ظهورها في فلسفات العصور الوسطى.
الدليل الأول:
وهو دليل الكمال. يميز ديكارت بين نوعين من الوجود: الوجود الموضوعي والجود الفعلي أو الواقعي. الوجود الفعلي هو وجود الأشياء المحسوسة الحاضرة أمامنا في هذا العالم، أما النوع الآخر من الوجود فهو الوجود الذي يتمتع بصفات الكمال. يمكنني أن أفكر في الحصان الطائر مثلًا، على الرغم من أنه غير موجود، ويمكنني أيضًا أن أفكر في المائدة الحاضرة أمامي وأدرك أنها موجودة، وأفكر كذلك في إله كامل. ومن بين هذه الأفكار نرى أن فكرة الحصان الطائر موجودة في ذهني فقط وليس لها وجود فعلي، والمائدة موجودة أمامي وهي بذلك تتصف بالوجود الفعلي إلى جانب كونها فكرة حاضرة في ذهني. وعلى الرغم من أن الإله غير حاضر أمامي إلا أن وجوده موضوعي، ذلك لأن ما يتصف بصفات الكمال يتمتع بوجود أكثر موضوعية من الأشياء الموجودة بالفعل، لأنها في النهاية ناقصة ومصنوعة، وفكرة الخالق أكثر موضوعية من فكرة المخلوق حتى ولو لم يكن هذا الخالق حاضر فعليًا أما الحواس. وفي ذلك يقول ديكارت: «إن إلهًا أعلى – أبدي – لا متناهي – كلي العلم والقدرة وخالق لكل شيء خارجًا عنه حاصل على حقيقة موضوعية في ذاته أكثر من تلك العناصر المتناهية». ويبني ديكارت استدلاله هنا على أساس أن الخالق أكثر حقيقة من المخلوق، والكامل أكثر حقيقة من الناقص، والكلي العلم والقدرة أكثر حقيقة من ناقص العلم والقدرة، واللامتناهي أكثر حقيقة من المتناهي. ويذهب ديكارت إلى أن كل تلك الصفات التي نعرفها عن الإله يجب أن تكون لها أسباب لوجودها، ولا يكون الإنسان هو مخترعها، ذلك لأن الإنسان ناقص وبذلك لا يمكن أن يكون هو سبب فكرة الكمال. كما أن كل تلك الصفات يجب أن ترجع إلى علة كافية وضرورية وهي الإله نفسه الموجود وجودًا فعليًا. فمن صفات الكمال الوجود، وإذا لم تكن فكرة الكمال ترجع إلى كائن موجود بالفعل فسوف تصبح فكرة ناقصة وهذا تناقض. وبالتالي فالكائن الكامل يجب أن يكون موجودًا، لأنه لو افتقر إلى الوجود لأصبح غر كامل ولكان مجرد فكرة في الذهن.
الدليل الثاني:
وفيه يثبت ديكارت وجود الإله انطلاقًا من وجوده هو، بمعنى أنه ليس سببًا لوجود نفسه، وبالتالي يجب أن يكون هناك كائن خالق هو الذي أوجده. يقول ديكارت: «واسأل نفسي، من أين أحصل على وجودي؟ ربما من ذاتي أو من والديَّ، أو من أي مصدر آخر أقل كمالًا من الإله؟». ولا يمكن أن يكون سبب وجوده شيء ناقص أو مفتقر إلى الكمال، وبالتالي فالإله الكامل هو سبب وجوده، وبما أنه موجود فالإله أيضًا موجود. وهو يفترض جدلًا أن يكون والديه هما السبب في وجوده، إذ يمكن أن يكونا سببًا في ميلاده كجسم وحسب، في حين أنه يوجد في الحقيقة باعتباره فكرًا منفصلًا ومتمايزًا عن الجسد. فالوالدان يمكن أن يكونا سببًا لوجود هذا الجسم المادي، لكنهما لا يمكن أن يكونا السبب في النفس أو الروح. ويناقش ديكارت احتمال أن يكون السبب في وجوده شيء أكثر كمالًا من الوالدين لكن أقل كمالًا من الإله مثل الطبيعة مثلًا، ويرفض ديكارت هذا الاحتمال، ذلك لأن الأقل كمالًا من الإله لا يمكن أن تكون لديه القدرة على الخلق من العدم. ويستمر ديكارت في المزيد من توضيح هذا الدليل، ويذهب إلى أنه باعتباره جوهرًا مفكرًا موجود لكنه لم يكن يوجد دائمًا بل إن وجوده حادث، أي حدث بعد أن لم يكن. وعندما يبدأ شيء في الوجود بعد أن لم يكن فمعنى هذا أنه أتى من العدم، أي خُلق. والقدرة على إيجاد شيء من العدم تتطلب قدرة تفوق قدرة إدراك الأشياء. وبما أن الإنسان لا يحصل إلا على قدرة على إدراك الأشياء وفهمها وحسب وليس حائزًا على قدرة إيجادها أو خلقها من العدم، فهذا يعني أن الإنسان لا يمكن أن يكون سببًا في وجوده، وبالتالي فهذا السبب يكون أكثر قدرة من الإنسان. وإذا كان الإنسان قادرًا على إيجاد نفسه من العدم فمعنى هذا أنه قادر على الحصول على الكمال، لكن الإنسان ناقص، وبالتالي، فهو لا يمكن أن يكون سببًا في وجود ذاته، ولا يمكن أن يكون سبب الوجود إلا الإله الكامل.
ويقدم ديكارت حجة أخرى في إطار هذا الدليل، ويذهب إلى أن الوجود عبارة عن المرور عبر لحظات الزمن، وهذا المرور عبر الزمن يفترض القدرة على جعل الشيء الموجود في لحظة يستمر في الوجود في كل لحظات الزمن. وبما أن الإنسان ليس قادرًا على إيجاد أي شيء يستمر حاضرًا في كل الأزمنة، فلا يمكن أن يكون هو السبب في استمرار وجوده في الزمن. وبذلك فيجب أن تكون هناك قدرة على استمرار الإيجاد في الزمان، وهذه القدرة غير متوافرة في الإنسان، وبالتالي فالإله هو هذه القدرة التي تجعل وجودي، ووجود الأشياء كلها. مستمرة في الزمان. والملاحظ أن هذه الحجة هي في حقيقتها ليست حجة لإثبات وجود الله وحسب بل حجة على استمرار خلقه واستمرار العناية الإلهية. فديكارت يعتقد في أن الإله لم يخلق الإنسان والعالم في لحظة من الزمان ثم انتهى عمله عند ذلك، بل كان يعتقد في نظرية الخلق المستمر والعناية الإلهية تلك النظرية المستمدة من فلسفات العصور الوسطى.
الدليل الثالث:
ويسمى هذا الدليل بالدليل الأنطولوجي، وذلك لسببين، الأول أنه يستخلص وجود الإله من فكرة الكائن الكامل، والثاني أنه يوحد الفكر والوجود في حالة الإله، ويعتبر أن الإله باعتباره فكرة مساويًا للإله باعتباره وجودًا حقيقيًا. ويحتوي هذا الدليل على مسلمة منطقية تذهب إلى أن ما هو ممكن ومقبول منطقيًا يمكن وجوده واقعيًا، بمعنى أننا إذا كنا نستطيع تصور أن المفهوم أ ينطوي على المفهوم ب، فمعنى هذا أن الشيء المسمى أ ينطوي على الشيء المسمى ب، فالعلاقة المنطقية التي تدرك بيقين وتميز في الفكر يمكن وجودها واقعيًا خارج الفكر. ويسير الدليل الثالث بنفس الطريقة، إذ يذهب ديكارت إلى أن لديه فكرة واضحة ومتميزة عن الكائن الكامل، وهذا الكائن لا يمكن أن يفتقر إلى أي صفة بما فيها صفة الوجود. ومن التناقض تصور فكرة الإله باعتباره الكائن الكامل دون تصور وجوده، ذلك لأن الكائن الكامل غير الموجود حقيقة يعد تناقضًا ونقصًا في فكرة الكمال ذاتها، وبالتالي فإن الوجود جزء من مفهوم الإله، إذن الإله موجود.

##### العالم وأشياؤه
لم يثبت ديكارت حتى التأمل الخامس سوى وجود الذات والإله، وميز بين النفس والجسد، أما في التأملين الخامس والسادس فينطلق إلى إثبات وجود العالم وحقيقة أشياءه. وأول ما يتناوله ديكارت في هذا الشأن ليس وجود المادة في حد ذاتها أو الأجسام المادية أو العالم في كليته بل حقائق الحساب والهندسة، ويذهب إلى التمييز بين معرفة العالم باعتباره مادة ومكونًا من أشياء مادية، والمعرفة الرياضية، ويقر بأن المعرفة الرياضية تتمتع ببداهة وصدق داخلي، والضمان الوحيد لهذا الصدق الداخلي هو أن الإنسان قادر على الحكم في المسائل الرياضية بيقين، وهذه القدرة على الحكم الصحيح ليست زيفًا أو خداعًا، لأن الإله الذي خلق الإنسان هو الذي وضع فيه القدرة على الحكم الصحيح، ولأنه ليس مخادعًا فهو الذي يضمن وصول الإنسان إلى اليقين في الرياضيات طالما استخدم ملكة الحكم لديه على نحو صحيح. والحقائق الرياضية من حساب وهندسة يتوصل إليها العقل وحده دون الاعتماد على الحواس، ودون أن يلاحظ الأشياء ويستقرأها ويستخلص منها القوانين الرياضية. وحقائق الرياضيات مستقلة عن العالم المادي، ولا يهم ما إذا كانت هناك أشياء مادية تتحقق فيها القوانين الرياضية أو لم تكن، فهذه الحقائق موجودة وموضوعة على مستوى الفكر وليست في حاجة إلى العالم المادي كي تتحقق. وهي موجودة قبليًا وما على العقل إلا اكتشافها، وهو يكتشفها بنفسه بدون الاستعانة بالإدراك الحسي.
ولا ينشغل ديكارت فيما إذا كانت الرياضيات هي التعبير الحقيقى عن جوهر الطبيعة وماهيتها، بعكس ما سيفعل من بعده سبينوزا ونيوتن والعلم الحديث كله، فالطبيعة عنده مادة في الأساس وهي في ذلك مختلفة من حيث طبيعتها وجوهرها عن الرياضيات التي هي فكر خالص، فالرياضيات عنده تتمتع بالصحة واليقين سواء كان هناك عالم أم لا. وكأن ديكارت بذلك يعتقد في وجود عالم قائم بذاته للرياضيات مثل عالم الماهيات والمثل عند أفلاطون. والحقيقة أن في فلسفة ديكارت الكثير من العناصر الأفلاطونية في صور مسلمات ضمنية لم يكن على وعي بها، فالتمييز بين النفس والجسم وبين الفكر والامتداد، أو المعقول والمحسوس، كلها تمييزات ترجع إلى أفلاطون الذي يعد أول من أدخلها في التفكير الفلسفي.
أما عن طبيعة الأشياء المادية فيذهب ديكارت إلى التمييز فيما بين ما يدركه العقل منها وما تدركه الحواس. فالعقل يدرك الصفات الأولية للأشياء، مثل الامتداد والشكل والعدد، والحواس تدرك الصفات الثانوية مثل اللون والطعم والرائحة والملمس. ويذهب ديكارت إلى أنه طالما يدرك العقل الصفات الأولية في الأشياء بوضوح وتميز فمعنى هذا أن هذه الصفات موجودة بالفعل في المادة وهي ما تشكل ماهيتها، أما الصفات الثانوية فليست في المادة نفسها بل هي ناتجة عن تأثر الحواس بالمادة، ذلك لأن لون الشيء ورائحته وملمسه يمكن أن يتغير مع بقاء هذا الشيء على حاله من حيث الامتداد والعدد. وبالتالي تكون الصفات الثانوية غير داخلة باعتبارها جزءًا جوهريًا في المادة، فالمادة في الأساس امتداد وعدد وشكل وحركة. هذه الصفات الأولية يدركها العقل لأنها صفات يستقبلها العقل منها، وبما أن العقل هو الذي يستقبلها فمعنى هذا أنها حقيقية، أما الصفات الثانوية فلا تستقبلها الحواس من المادة بل تتأثر بها وحسب، والاستقبال عند ديكارت يختلف عن التأثر إذ أن الاستقبال لشيء حقيقي موجود بالفعل، في حين أن التأثر يمكن أن يكون عائدًا إلى طريقة تركيب وطبيعة حواسنا، وبالتالي فنحن لا نعرف من الأشياء على الحقيقة إلا ما نستقبله منها بوضوح وتميز وهو الامتداد والحركة والعدد، أما ما تتأثر به حواسنا فلسنا على يقين من أنه داخل في طبيعة المادة، بل هو صفات ثانوية فيها يمكن أن تتغير مع بقاء الصفات الأولية للمادة كما هي.

## نقد
ظهرت معارضة ديكارت منذ أصدر مؤلفه الرئيسي، والذي عرضه على بعض العلماء بهدف أخذ آرائهم، وكان هناك ثلاث جهات رئيسية تعارضه:
- كان الموقف الطبيعي يحارب عناصر ديكارت الروحانية، وكان خصم ديكارت الرئيسي في هذا الاتجاه هو هويس.
- كان اللاهوت المحافظ يحارب محاولاته العقلانية لإثبات حقائق الأشياء دون اللجوء للتجلي الإلهي، كما حاربوا شكه المنهجي، ومن الأمثلة على هؤلاء بوردين وجسبير فويتيوس
- ربط جاسندي كلا المفهومين السابقين في معارضته لديكارت
- هاجم الشكاك عقلانيته، ومن الأمثلة على ذلك كتاب "Censura philosophiae Cartesianae" الصادر سنة 1723 الذي ألفه الأسقف ب.د.هيوت (1630-1721)

علي الرغم من أن ديكارت كان معروفا في الدوائر العلمية حتي وفاته إلا أن تدريس أعماله للطلبة كانت مسألة مثيرة للجدل. هنري دي روي (Henricus Regius, 1598–1679) أستاذ في الطب بجامعة يوترخت أدين من قبل جيجسبرت عميد الجامعة لتدريسه بعض أعمال ديكارت في الفيزياء، كما منعت مؤلفاته في هولندا عام 1656، وروما 1663.

## أهم مؤلفاته
1. مقال عن المنهج (1637 م).
2. علم الهندسة (1637 م).

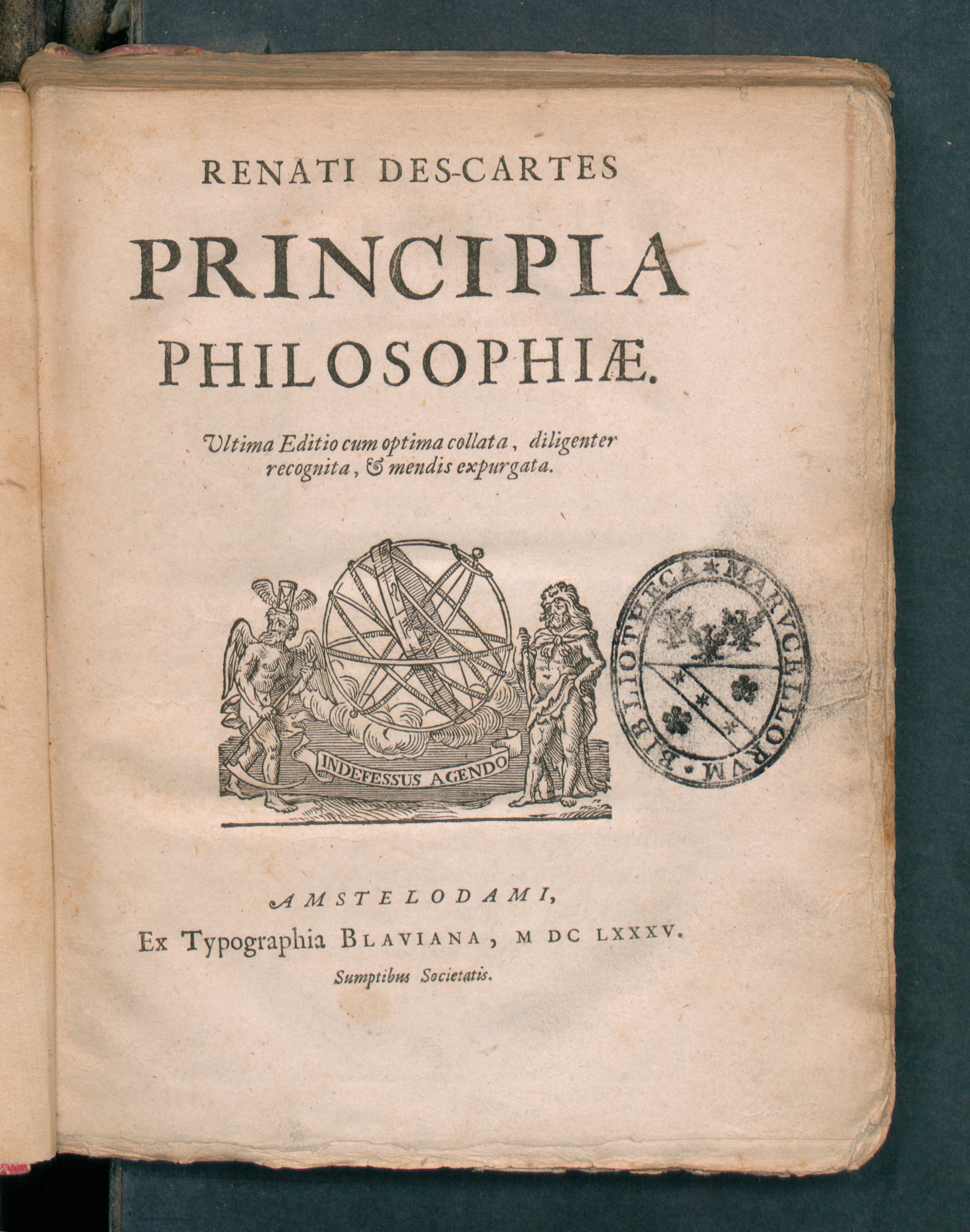
مبادئ الفلسفة، 1685

3. تأملات في الفلسفة الأولى (1641 م).
4. مبادئ الفلسفة (1644 م).
5. العالم
6. قواعد لتوجيه التفكير

وله عدة مؤلفات أخرى لم تنشر بالعربية إلى اليوم، منها في الفلسفة والرياضيات والعواطف والموسيقى، ومنها بعض المراسلات.

## روابط خارجية
- رينيه ديكارت على موقع IMDb (الإنجليزية)
- رينيه ديكارت على موقع الموسوعة البريطانية (الإنجليزية)
- رينيه ديكارت على موقع ألو سيني (الفرنسية)
- رينيه ديكارت على موقع ميوزك برينز (الإنجليزية)
- رينيه ديكارت على موقع إن إن دي بي (الإنجليزية)
- رينيه ديكارت على موقع ديسكوغز (الإنجليزية)